# Conus quasimagus
Espèce
Conus quasimagus est une espèce de mollusques gastéropodes marins de la famille des Conidae.
Comme toutes les espèces du genre Conus, ces escargots sont prédateurs et venimeux. Ils sont capables de « piquer » les humains et doivent donc être manipulés avec précaution, voire pas du tout.

## Description
La longueur de la coquille atteint 59,3 mm.

## Distribution
Cette espèce marine d'escargot conique se trouve au large des Philippines.

## Taxonomie

### Publication originale
L'espèce Conus quasimagus a été décrite pour la première fois en 2016 par le malacologiste italien Luigi Bozzetti (d) dans « Malacologia Mostra Mondiale »,.

### Synonymes
- Conus (Pionoconus) quasimagus (Bozzetti, 2016) · appellation alternative
- Conus (Pionoconus) vezzaroi (T. Cossignani, 2016) · non accepté
- Conus vezzaroi (T. Cossignani, 2016) · non accepté
- Pionoconus quasimagus Bozzetti, 2016 · non accepté (combinaison originale)
- Pionoconus vezzaroi T. Cossignani, 2016 · non accepté